# Bifrenaria stefanae
Bifrenaria stefanae V.P.Castro (1991) es una especie de orquídea epífita originaria de Brasil.

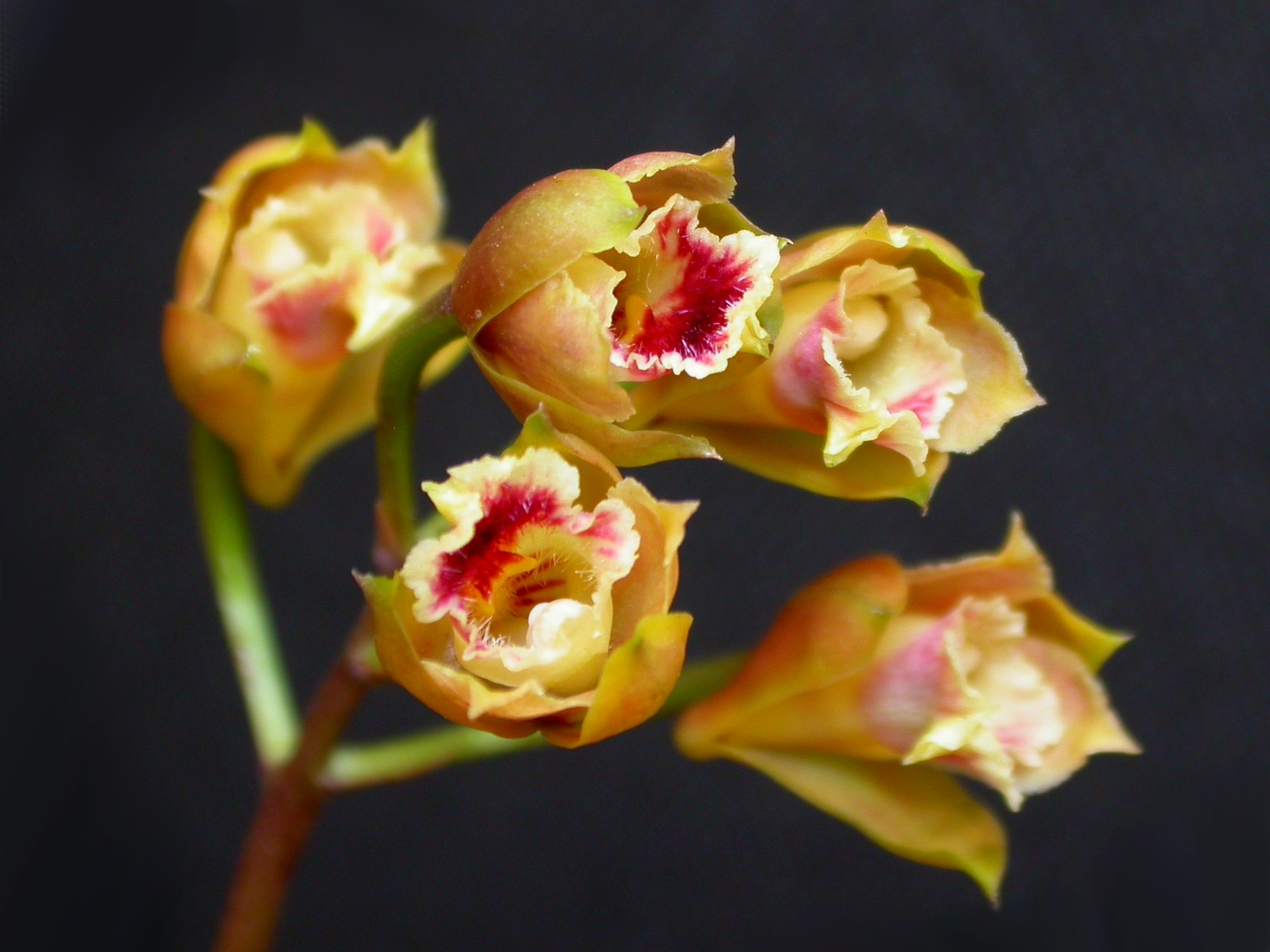
Detalle de las flores

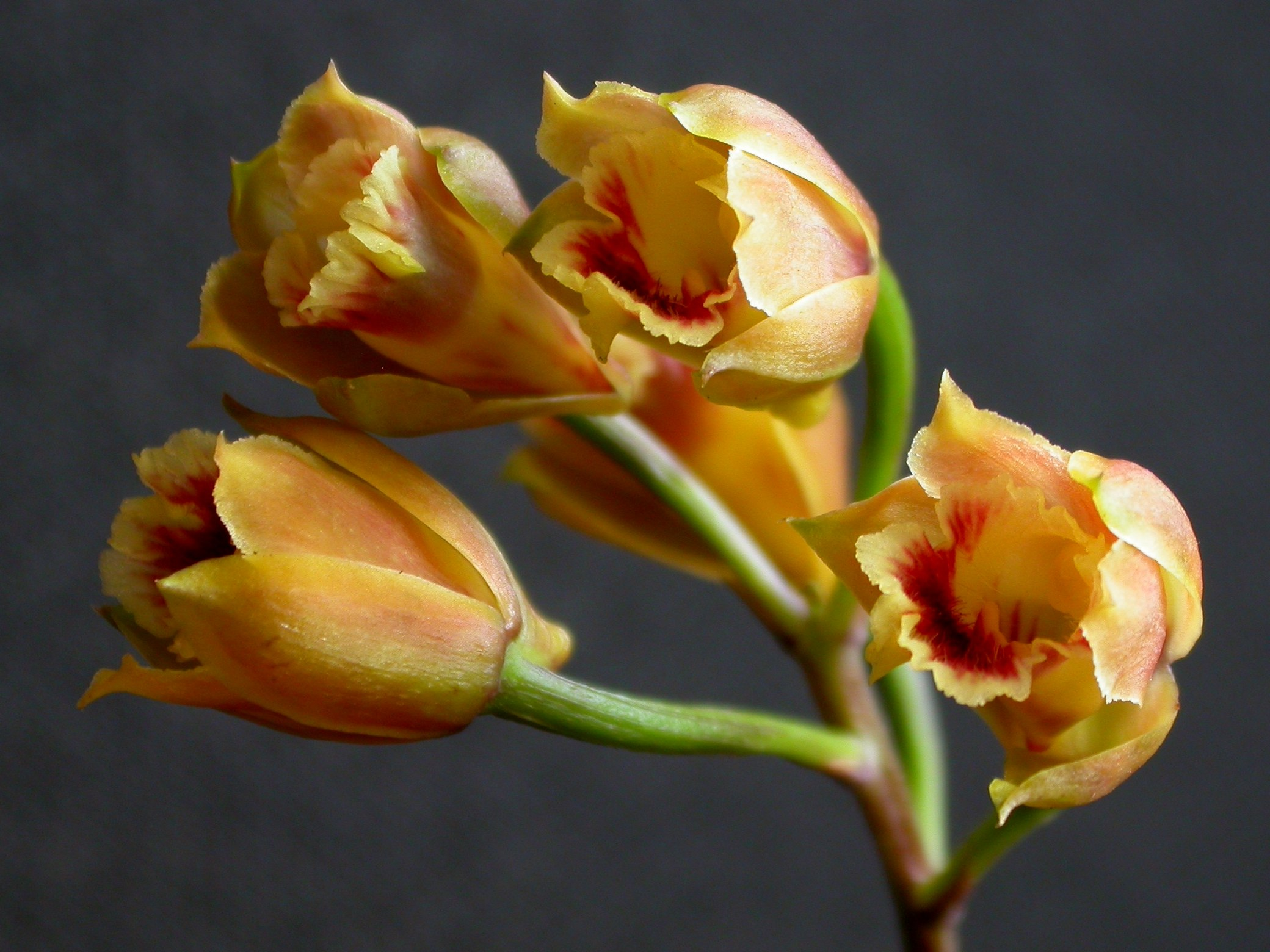
Grupo de flores

## Características
Es una especie herbácea de pequeño tamaño, que prefiere clima cálido a fresco, es epífita con pseudobulbo cónico tetragonal, ligeramente comprimido con una sola hoja apical ,  elíptica, acuminada y que florece en una inflorescencia basal, en racimo, erecta, rígida, de 15 cm de largo  que surge a finales del verano y principios del otoño en el Brasil. 

## Distribución y hábitat
Se encuentra sólo en los estados de São Paulo, Río de Janeiro y Minas Gerais, Brasil, donde habita en los bosques húmedos y bosques tropicales de montaña en alturas de 500 a 1200 metros.

## Taxonomía
Pertenece al grupo de Bifrenarias pequeñas, clasificadas en la sección Stenocoryne. Es similar a Bifrenaria vitellina de la cual puede variar en los pétalos, que no son muy abiertos, el lóbulo terminal del labio que es más ancho que largo, y el posicionamiento del callo del labio, que está más lejos de la base de lo que ocurre en B. vitellina.
Bifrenaria stefanae fue descrito por Vitorino Paiva Castro y publicado en The Genera and Species of Orchidaceous Plants 152. 1832.
Etimología
Bifrenaria: nombre genérico que deriva de las palabras griegas: bi (dos); frenum freno o tira. Aludiendo a los dos tallos parecidos a tiras, estipes que unen los polinios y el viscídium. Esta característica las distingue del género Maxillaria.

stefanae: epíteto otorgado en honor de Stefana Solacolu, entusiasta brasileña de las orquídeas.
Sinonimia
- Adipe stefanae (V.P.Castro) Senghas 1994[5][6][7]

1. ↑  R. Govaerts, M.A. Campacci (Brazil, 2005), D. Holland Baptista (Brazil, 2005), P.Cribb (K, 2003), Alex George (K, 2003), K.Kreuz (2004, Europe), J.Wood (K, 2003, Europe) (Novembro 2008). World Checklist of Orchidaceae. The Board of Trustees of the Royal Botanic Gardens, Kew. Published on the Internet (en inglés) (consultada em janeiro de 2009).
2. 1 2  Jay Pfahl. «Bifrenaria stefanae». Internet Orchid Species Photo Encyclopedia (en inglés). Consultado el 17 de septiembre de 2009.
3. ↑  Vitorino P. Castro Neto (2006) Bifrenaria stefanae  em Icones Orchidacearum Brasilienses. ISBN 8590149447
4. ↑  «Bifrenaria stefanae». Tropicos.org. Missouri Botanical Garden. Consultado el 7 de septiembre de 2013.
5. ↑  Sinónimos en Orchidspecies
6. ↑  Bifrenaria stefanae en PlantList
7. ↑  «Bifrenaria stefanae». World Checklist of Selected Plant Families. Consultado el 7 de septiembre de 2013.